# Synaphris toliara
Espèce
Synaphris toliara est une espèce d'araignées aranéomorphes de la famille des Synaphridae.

## Distribution
Cette espèce est endémique de Madagascar. Elle se rencontre dans les régions d'Atsimo-Andrefana, d'Androy et d'Anôsy.

## Description
Le mâle holotype mesure 0,63 mm et la femelle paratype 0,81 mm, les mâles mesurent de 0,63 à 0,67 mm et les femelles de 0,68 à 0,81 mm.

## Systématique et taxinomie
Cette espèce a été décrite par Miller en 2007.

## Étymologie
Son nom d'espèce lui a été donné en référence au lieu de sa découverte, la province de Toliara.

## Publication originale
- Miller, 2007 : « Synaphridae of Madagascar (Araneae: Araneoidea): a new family record for the Afrotropical region. » Proceedings of the California Academy of Sciences, vol. 58, no 3, p. 21-48 (texte intégral).